# Paul Lannoye
Paul Lannoye (Sprimont, 22 giugno 1939 – 4 dicembre 2021) è stato un politico belga, membro del partito ecologista Ecolo ed europarlamentare dal 1989 al 2004.

## Biografia

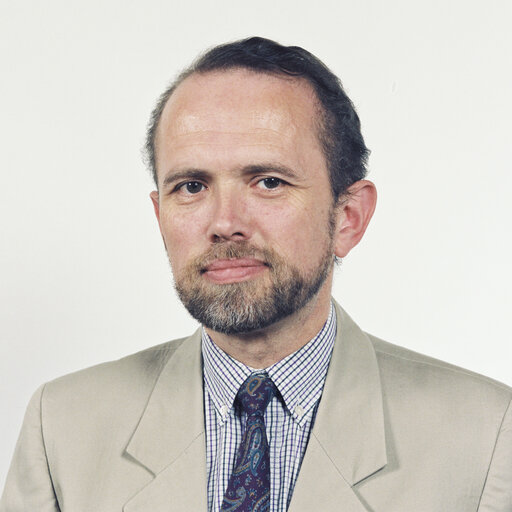
Paul Lannoye al Parlamento europeo

Laureato all'Université Libre de Bruxelles, dal 1962 al 1974 Lannoy è diventato assistente presso le facoltà di scienze applicate dell'ULB. Successivamente, dal 1974 al 1977 è stato a capo della Facoltà di Matematica e dell'istituto fisico dell'ULB, poi dal 1979 al 1986 ha lavorato come ricercatore presso l'Università di Namur.
Alla fine degli anni '70 Lannoye, si unì al Raggruppamento Vallone.
Nel 1975 è stato il fondatore del movimento ecologico Amis de la Terre e nel 1980 è stato anche co-fondatore del partito Ecolo. Dal 1980 al 1983 è stato segretario federale e dal 1985 al 1988 portavoce del partito.
Dal 1987 al 1989 ha ricoperto il ruolo di senatore cooptato per Ecolo nel Senato belga e poi è diventato membro del Parlamento europeo dal 1989 al 2004, dove è stato presidente del Gruppo Verde dal 1990 al 1994 e dal 1999 al 2001.
Nel 2004, tuttavia, Lannoye lasciò Ecolo perché era in disaccordo con le nuove strategie politiche del suo partito. Fonda il movimento ecologista GRAPPE e nel 2013 è stato anche co-fondatore del partito di sinistra Rassemblement R, dove è divenuto consulente politico e scientifico.